# Fiat AS.8
Le Fiat AS.8 est un moteur d'avion de compétition à 16 cylindres en V refroidi par liquide fabriqué par la société italienne Fiat Aviation à la fin des années 1930. Sa conception était dérivée du moteur Fiat AS.6 qui équipait les hydravions Macchi-Castoldi MC.72.
Ce moteur fut spécialement conçu pour équiper le CMASA C.S.15, un avion de compétition qui ne fut jamais terminé.

## Conception et développement
Afin de reprendre l'avantage de la vitesse détenue par les avions allemands, les italiens décidèrent à la fin des années 1930 de concevoir un nouveau moteur capable de garantir des puissances supérieures à 2000 ch pour s'adapter au Fiat CS.15. L'idée de base était de fournir à la Regia Aeronautica des moteurs hautes performances de plus en plus nécessaires pour les chasseurs de l'époque. En raison des problèmes techniques et du temps nécessaires au développement à l'échelle industrielle qu'aurait entraîné ce moteur, il fut décidé de construire le moteur allemand DB.605 sous licence avec les initiales RA.1050, abandonnant ainsi le développement de l'AS.8 au début du conflit.
Le moteur était un 16 cylindres en V à refroidissement liquide équipé d'un compresseur capable de produire une pression maximale de 1350 mmHg, assez similaire à celui monté sur le moteur précédant l'AS.6.
Le groupe réducteur était connecté à deux hélices contrarotatives, avec un mouvement contrôlé par un seul réducteur à double sortie, contrairement à l'AS.6 qui avait des hélices contrarotatives indépendantes, avec un mouvement provenant des deux arbres des moteurs en tandem.
Le vilebrequin de l'AS.8 était unique avec 8 paliers afin d'empêcher les possibles oscillations. Avec un vilebrequin aussi long, les engrenages qui contrôlaient la distribution étaient montés près de la boîte de vitesses, où l'oscillation était maximale, pour la réduire.
Lors des essais au banc effectués au début des années 1940, le moteur délivra une puissance maximale de 2250 ch à 3200 tr/min. Il fit aussi preuve d'une robustesse exceptionnelle avec plus de 100 heures de fonctionnement ininterrompu, alors que son prédécesseur, l'AS.6, ne pouvait supporter qu'une heure comme limite maximale d'utilisation.

### Particularités
Les 16 cylindres étaient disposés en deux groupes de 8 cylindres en V avec un angle de 45°, avec des engrenages qui contrôlaient la distribution vers l'unité de réduction.

## Avions utilisateurs
- CMASA C.S.15 (prototype non finalisé)